# Bathybius
 (août 2025).

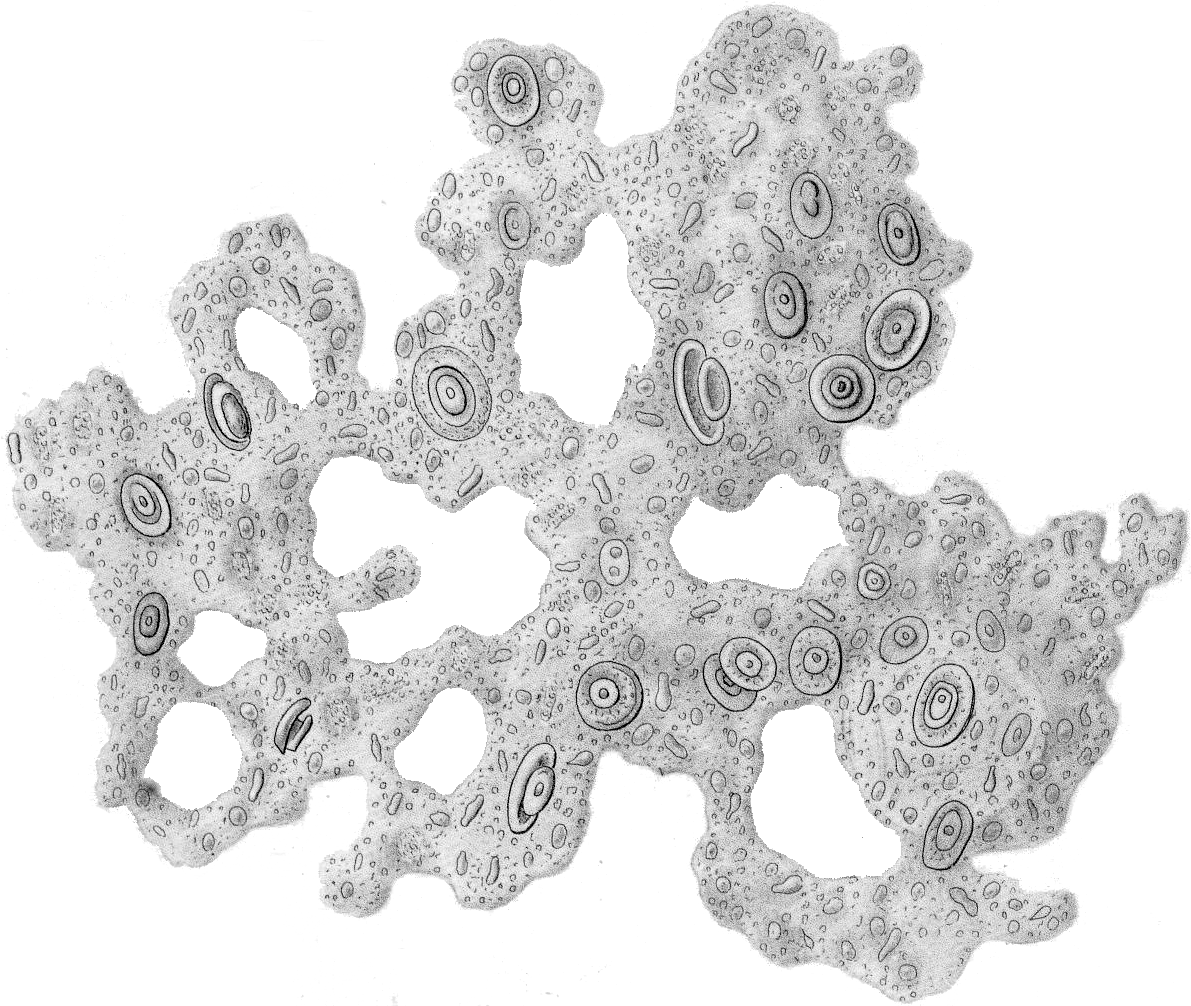
Image montrant la substance biologique dite : Bathybius haeckelii Huxley.

 Bathybius haeckelii  est une substance que le biologiste britannique Thomas Henry Huxley découvrit et prit d'abord pour une forme de matière primordiale, source de toute vie organique. Huxley admit plus tard s'être trompé, quand il fut prouvé que le Bathybius n'était que le résultat d'un processus chimique.

## Détails
En 1868, Huxley étudia un échantillon de vieille boue du fond marin, prélevé en 1857 dans l'océan Atlantique. Quand il l'examina pour la première fois, il n'y trouva que des cellules de protozoaires et le plaça dans un bocal d'alcool pour le conserver. Il remarqua alors que l'échantillon contenait une substance albumineuse entrecroisée de veines.
Huxley pensa qu'il avait découvert une nouvelle substance organique et la nomma Bathybius haeckelii, en l'honneur du philosophe allemand Ernst Haeckel. Haeckel avait théorisé sur l’Urschleim (« limon originel »), un protoplasme dont toute vie serait issue. Huxley pensait que le Bathybius pouvait être ce protoplasme, un chaînon manquant (en termes modernes) entre la matière inorganique et la vie organique.
Huxley publia une description du Bathybius et en avertit Haeckel par une lettre. Haeckel, impressionné et flatté, se procura un échantillon. Dans l'édition suivante de son livre Natürliche Schöpfungsgeschichte, il suggéra que la substance arrivait constamment à l'existence dans les profondeurs de la mer. Huxley n'acquiesça pas, mais conjectura que Bathybius formait un tapis continu de protoplasme vivant qui couvrait tout le fond de l'océan.
D'autres savants furent moins enthousiastes. Charles Wyville Thomson examina quelques échantillons en 1869 et les considéra comme analogues au mycélium. George Charles Wallich affirma que le Bathybius était un produit de désintégration chimique.
En 1872 commença l'expédition du Challenger, qui passa trois ans à étudier les océans. Elle recueillit 363 échantillons du fond océanique en différents lieux et moments. Elle ne trouva pas la moindre trace du Bathybius, qu'on prétendait pourtant être une substance quasi universelle.
En 1875, le chimiste du bateau, John Young Buchanan, analysa une substance qui ressemblait à du Bathybius présent dans un échantillon prélevé antérieurement. Il s'aperçut que c'était un précipité de sulfate de calcium en provenance de l'eau de mer, qui avait réagi avec le liquide qui le conservait. Buchanan soupçonnait que tous les échantillons de Bathybius avaient été produits de la même façon et le notifia à Thomson, le chef de l'expédition. Thomson envoya une lettre polie à Huxley et parla de la découverte.
Huxley comprit qu'il avait été trop pressé et qu'il avait fait une erreur. Il publia une partie de la lettre dans la revue Nature et rétracta ses opinions antérieures. Plus tard, à la réunion de 1879 de la British Association for the Advancement of Science, il déclara que c'était en dernière analyse sous sa responsabilité que la théorie avait été répandue et avait convaincu d'autres personnalités. La plupart des biologistes acceptèrent cet aveu d'erreur.
Haeckel, toutefois, refusa d'abandonner l'idée du Bathybius, parce qu'elle était bien près de prouver ses propres théories sur l'Urschleim. Il affirma sans fondement que le Bathybius « avait été observé » dans l'Atlantique et continua de soutenir cette position jusqu'en 1883[réf. nécessaire].
George Charles Wallich, un rival de Huxley, affirma, lui, que Huxley avait commis une fraude délibérée et falsifié des données. Haeckel fit une série de dessins, prétendument basés sur des observations et censés décrire l'évolution de son Urschleim. D'autres adversaires de l'évolution, parmi lesquels George Douglas Campbell, 8e duc d'Argyll et des créationnistes modernes, ont cherché à utiliser cette affaire comme un argument contre la théorie de l'évolution en général, notamment en ce qui concerne l'abiogenèse qui est au cœur de la controverse.
Des échantillions récoltés en1857 par le navire britannique Le Cyclops, lors de l'exploration des fonds marins de l'Atlantique nord, sont réexaminés plusieurs années après par T.H. Huxley. Il découvre des structures microscopiques lui semblent correspondre à des organismes primitifs extrêmement simples. Cette découverte réactive le débat sur la substance primitive pouvant être à l'origine de la vie.
Haeckel donne dans on livre L'Histoire de la Création une description détaillée de cette substance :
« Ce sont des grumeaux mucilagineux, les uns de formes arrondie, les autres amorphes, formant parfois des réseaux visqueux, qui recouvrent des fragments de pierre ou autres objets. [...]  Le corps tout entier de ce Bathybius si remarquable, ainsi que celui des autres monères, consiste simplement et purement en un plasma sans structure, ou protoplasma, c'est-à-dire en un de ces composés carbonés albuminoïdes, qui, en se modifiant à l'infini, forment le substratum constant des phénomènes de la vie dans tous les organismes. » (Haeckel, 1874)